# St. Georg (Eugenbach)

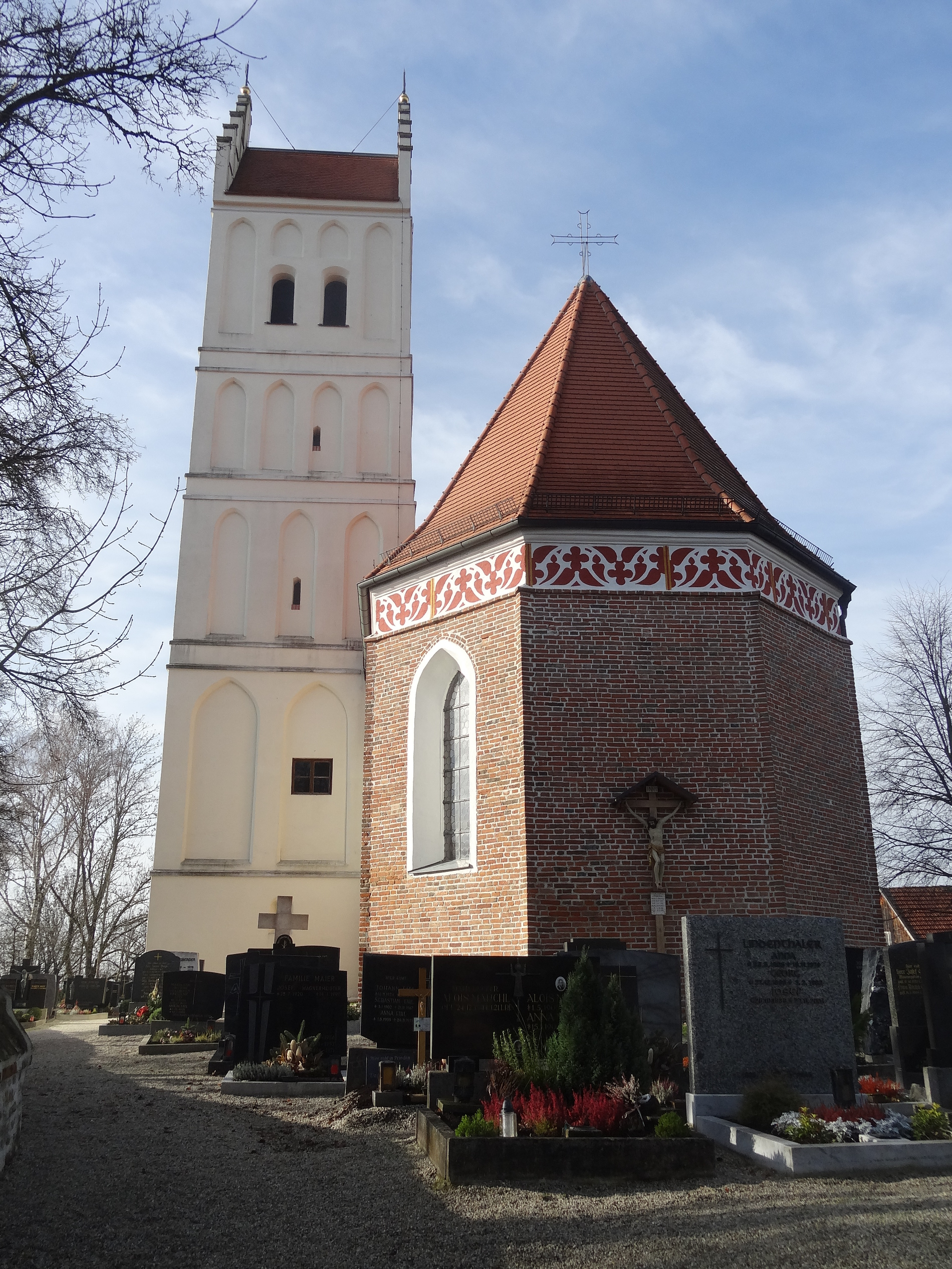
Außenansicht der Pfarrkirche St. Georg in Eugenbach

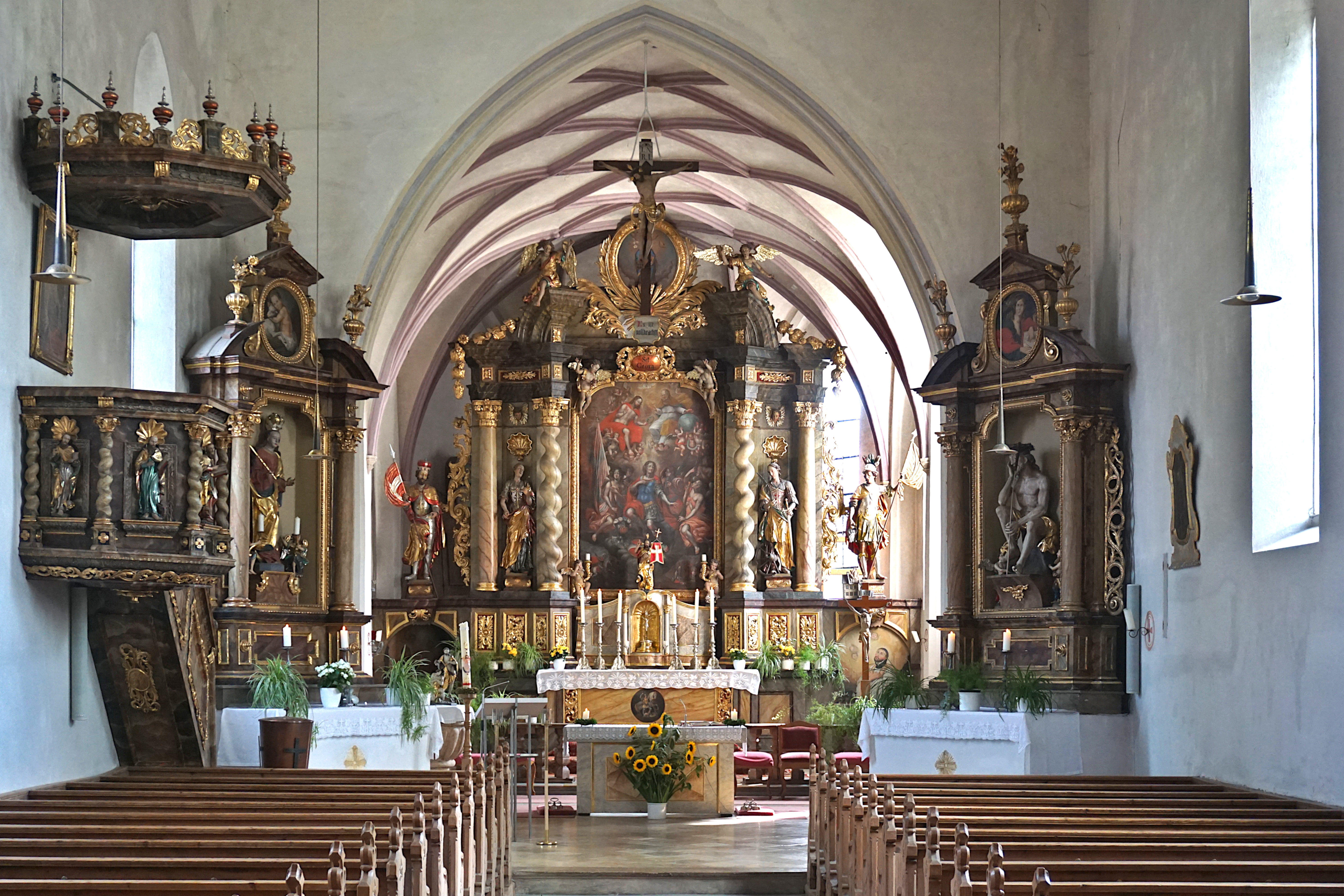
Innenraum der Pfarrkirche

Die römisch-katholische Pfarrkirche St. Georg in Eugenbach, einem Ortsteil von Altdorf bei Landshut in Niederbayern, ist ein weithin sichtbares Baudenkmal (Nummer D-2-74-113-13) auf dem Kirchenberg (462 m ü. NHN) hoch über dem Isartal. Der in den Grundmauern bis auf das 10. Jahrhundert zurückgehende Bau erhielt um 1510/20 im Wesentlichen seine heutige Form. Im 18. Jahrhundert wurde das Langhaus barock umgestaltet; der überwiegende Teil der Ausstattung stammt ebenfalls aus dieser Zeit.

## Geschichte
Den ältesten Teil der heute noch bestehenden Kirche bilden die Grundmauern aus dem 10. Jahrhundert. Bis auf etwa 3,50 Meter Höhe ist auf der Westseite der Kirche noch Originalmauerwerk vorhanden, das dem Burgstall Eugenbach zuzuordnen ist und ursprünglich der Verteidigung gegen die Ungarneinfälle diente.
Eugenbach ist eine sogenannte Urpfarrei, die sich aus der Mönchsseelsorge des Klosters St. Emmeram in Regensburg entwickelt hat und spätestens im Jahr 822 gegründet wurde. Zum Pfarrsprengel gehörten unter anderem Altdorf und Pfettrach. Erst im 14. Jahrhundert verlagerte sich mit dem Aufschwung der Wallfahrt zu Unserer Lieben Frau der Schwerpunkt der Pfarrseelsorge nach Altdorf. Im Jahr 1365 wurde die Pfarrsitz dorthin verlegt. Die Pfarrei Eugenbach wurde im Jahr 1921 wiedererrichtet. Ihr ist seit damals die Filialkirche St. Peter in Münchnerau zugeordnet.
Im 13. oder 14. Jahrhundert erfolgte eine Erweiterung des Kirchenbaus nach Westen. Der Chor und der Turm wurden in den Jahren 1516/17 im spätgotischen Stil errichtet, wie über dendrochronologische Datierung festgestellt wurde. Auch das Langhaus wurde zu dieser Zeit wohl umgebaut, aber erst nach 1517 fertiggestellt. Im 18. Jahrhundert wurde das Langhaus barockisiert, während Chor und Turm in gotischen Formen erhalten blieben. Außerdem wurde nahezu die vollständige Ausstattung erneuert und durch Stücke im Stile des Barock und Rokoko ersetzt. Im Jahr 1875 wurde das Gotteshaus restauriert, das Langhaus teilweise regotisiert.
Aufgrund des beschwerlichen Weges und der engen, kurvenreichen Straße zur Pfarrkirche St. Georg wurde 1997 im Ortskern von Eugenbach, also im Isartal zu Füßen des Kirchenbergs, ein modernes Pfarrheim erbaut. Dieses enthält die Kapelle Anna selbdritt, die von der Pfarrei als Werktagskapelle und für Vorabendmessen genutzt.
Im Jahr 2016 erfolgte eine statische Sanierung der Doppelempore im Langhaus. Zugleich wurde in den Jahren 2016/17 die historische Orgel der Pfarrkirche von der Firma Orgelbau Kubak aus Augsburg restauriert.

## Beschreibung

### Außenbau
Die Saalkirche umfasst einen dreijochigen Chor, welcher in drei Achteckseiten schließt. Das Langhaus weist nördlich drei, südlich vier Fensterachsen auf. Beide Baukörper besitzen ein Satteldach. Der Chor ist dabei etwas breiter und etwas höher als das Langhaus und im Gegensatz zu diesem unverputzt. Die Achse des Langhauses ist gegenüber dem Chor leicht nach Norden geknickt. Im Vergleich zu der geringen Breite von rund acht Metern kennzeichnet den Grundriss eine ausgeprägte Längenentwicklung; die Gesamtlänge beträgt rund 34 Meter, davon entfallen allein 13 Meter auf das Presbyterium. Der Chor weist schwache Dreiecklisenen und einen umlaufenden Dachfries auf, der nach historischem Vorbild in der Machart der Landshuter Bauhütte rekonstruiert und auf das barock umgestaltete Langhaus ausgedehnt wurde. Der Chorraum besitzt original gotische Spitzbogenfenster; im Langhaus finden sich neugotische Fenster, die mit zweibahnigem Maßwerk ausgestattet sind und ebenfalls einen spitzbogigen Abschluss aufweisen.
Südlich an den Chor schließt sich der massige Turm, ein sogenannter Chorflankenturm, an. In seinem Erdgeschoss ist die Sakristei untergebracht. Im Winkel zwischen Langhaus und Turm befindet sich der Turmaufgang in Form einer Wendeltreppe. Durch die aufwändige Gliederung des Außenbaus ist der fünfgeschossige Turm das Charakteristikum der Pfarrkirche St. Georg. Die Geschosse sind durch Friese separiert und mit unterschiedlich breiten, gefasten Spitzbogenblenden verziert. Aus dem Glockenstuhl im obersten Geschoss läuten drei Glocken, wobei die älteste aus dem Jahr 1785 stammt. Der Turm besitzen nach jeder Seite hin zwei rundbogige Schallöffnungen. Das abschließende Satteldach wird von zwei Zinnengiebeln flankiert, die jeweils ein Ziffernblatt der Turmuhr tragen.
Auf der Südseite des Langhauses befindet sich am dritten Joch von Osten ein kleiner Anbau, der als Kriegergedächtniskapelle fungiert und sich mit einem Spitzbogen nach außen hin öffnet. Ehemals diente dieser als Vorzeichen für das inzwischen zugesetzte Südportal. Heute gelangt man ausschließlich über das Westportal, das von einer Vorhalle aus dem 19. Jahrhundert geschützt wird, in das Kircheninnere. Die Pfarrkirche ist von einem Friedhof umgeben. Die Friedhofsmauer weist Sichtziegelmauerwerk auf und stammt, abgesehen von einigen späteren Veränderungen, aus dem 16. oder 17. Jahrhundert.

### Innenraum
Im Chor befindet sich ein spätgotisches Netzgewölbe mit runden Schlusssteinen, dessen birnstabförmige Rippen aus rechteckigen, gefasten Wandpfeilern mit profilierten halben Achteckskonsolen entspringen. Die Joche werden durch spitze Schildbögen separiert. Auch der Chorbogen ist spitz, die Profilierung wurde erst im 19. Jahrhundert eingebracht. Das Langhaus weist eine barocke Flachdecke auf. In der Sakristei und im südlichen Anbau des Langhauses befindet sich jeweils einfaches spätgotisches Kreuzrippengewölbe.

## Ausstattung

### Hochaltar

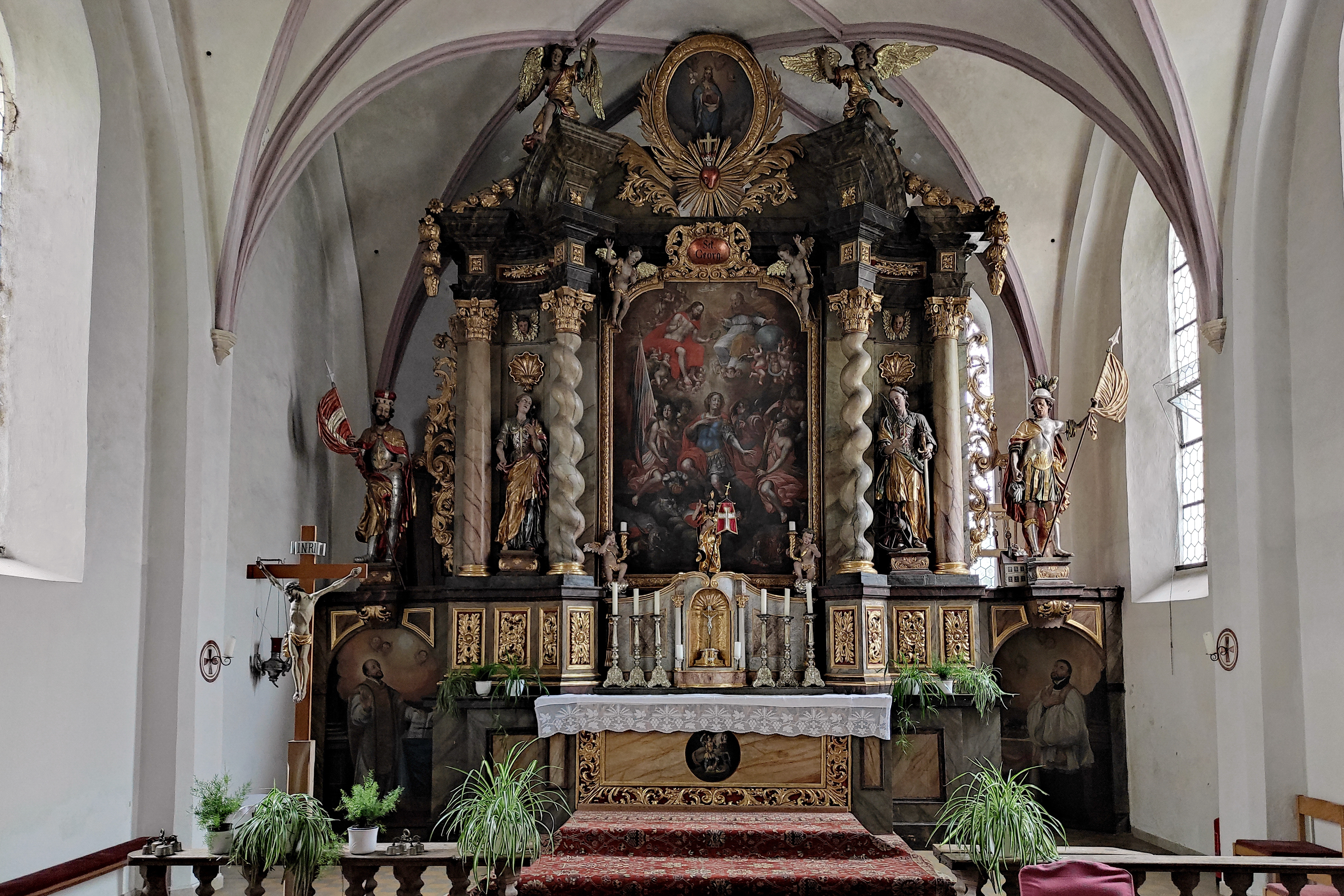
Hochaltar mit Darstellung des Hl. Georg

Das beherrschende Element der Kirchenausstattung ist der Rokoko-Hochaltar aus der Zeit um 1750. Ein Aufbau aus vier schräg gestellten Säulen, die beiden inneren gewunden, flankiert das große Altarblatt, das im Zentrum den Kirchenpatron Georg (Gedenktag: 23. April) im Himmel zeigt. Rund um diese zentrale Darstellung befinden sich Szenen aus dem Leben des Heiligen. Das Gemälde wird von vier lebensgroßen Heiligenfiguren flankiert, die beiden äußeren über seitlichen Durchgängen. In der Karwoche und während der Ostertage wird am Hochaltar traditionell ein Heiliges Grab aufgestellt. Im Auszug befindet sich eine Herz-Jesu-Darstellung.

### Seitenaltäre
Die beiden barocken Seitenaltäre wurden um 1700 von dem Landshuter Bildhauer Anton Hiernle geschaffen und sind als Pendants ausgeführet. Sie besitzen jeweils einen zweisäuligen Aufbau und sind mit Akanthusschnitzwerk verziert. Der nördliche Seitenaltar ist der heiligen Maria geweiht und zeigt in einer Nische eine bekrönte Marienfigur. Am südlichen Seitenaltar befindet sich an gleicher Stelle eine Figur des Christus in der Rast.

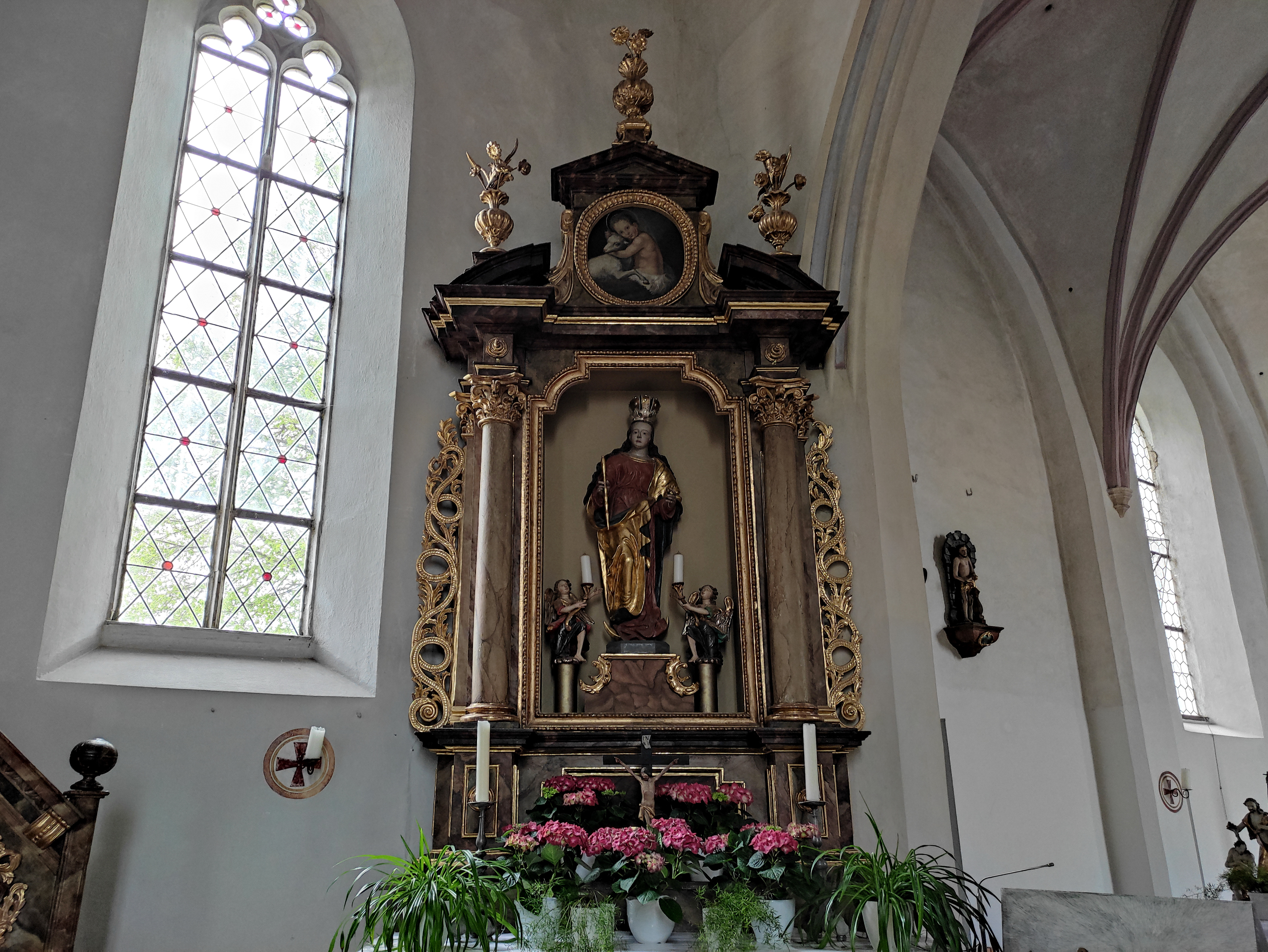
Linker Seitenaltar
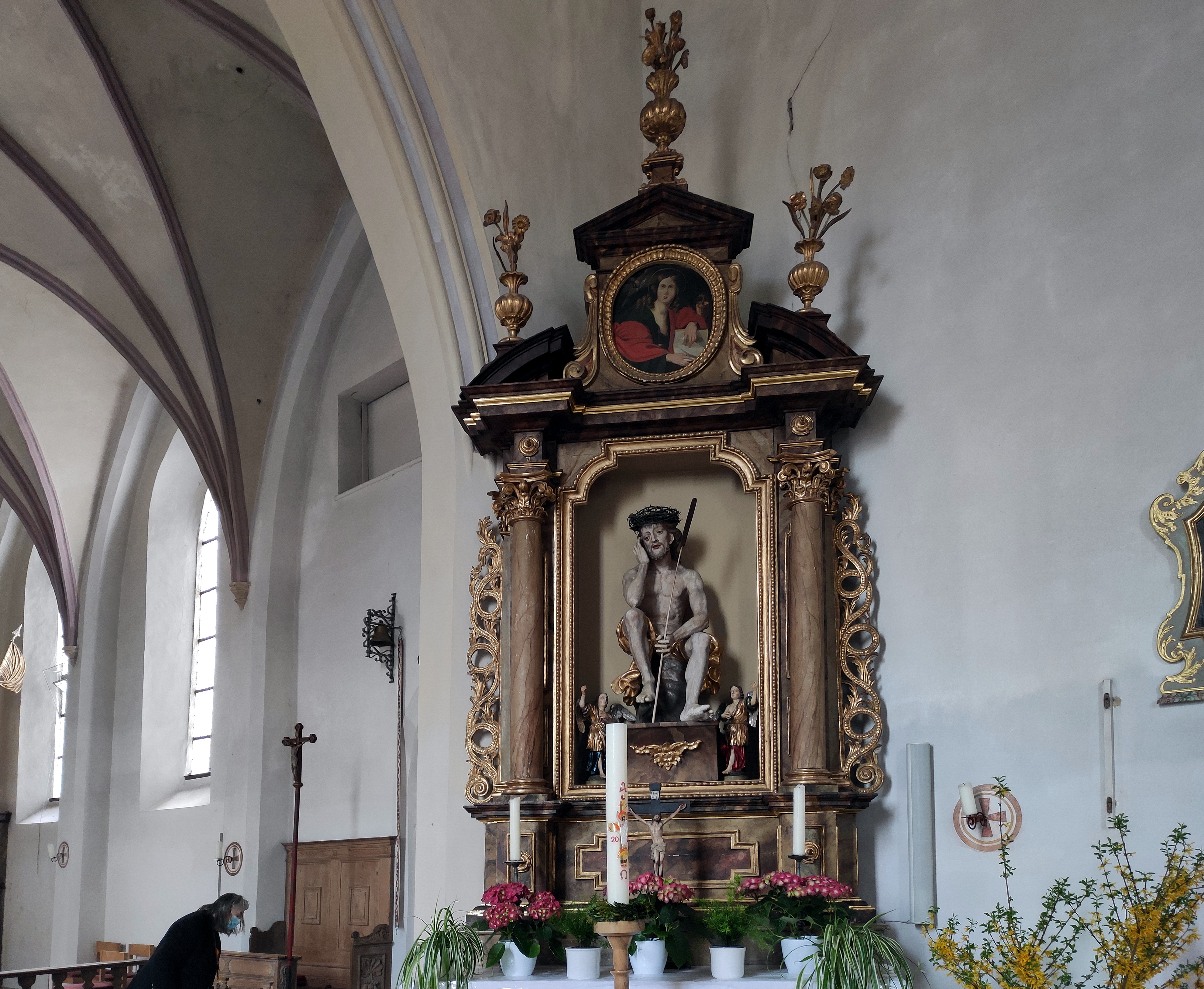
Rechter Seitenaltar

### Kanzel
Die barocke Kanzel dürfte in etwa gleich alt wie die Seitenaltäre sein. Der polygonale Korpus mit gewundenen Ecksäulchen zeigt Holzfiguren der vier Evangelisten und ist ebenfalls mit Akanthusschnitzwerk verziert. Die Kanzelstiege wurde laut Bezeichnung im Jahr 1766 neu erbaut und ist mit Rokokomuschelwerk verziert. Der Schalldeckel zeigt an der Unterseite ein Heilig-Geist-Taube im Relief und ist als eine Art Krone ausgebildet.

### Übrige Ausstattung
Der Taufstein besteht aus einer viereckigen, romanischer Fußplatte mit krallenartigen Eckknollen, einem runden Schaft und einem Renaissance-Muschelbecken, welches in der Zeit um 1600 geschaffen wurde. Am Chorbogen befindet sich ein Kruzifix aus dem frühen 15. Jahrhundert, an der Nordwand des Kirchenschiffs gegenüber der Kanzel eine barocke Rosenkranzmadonna. Außerdem sind eine spätgotische Schnitzfigur des Auferstehungschristus aus der Zeit um 1520 und eine Figurengruppe der Taufe Jesu aus dem Jahr 1778 von Christian Jorhan d. Ä. vorhanden.

### Orgel

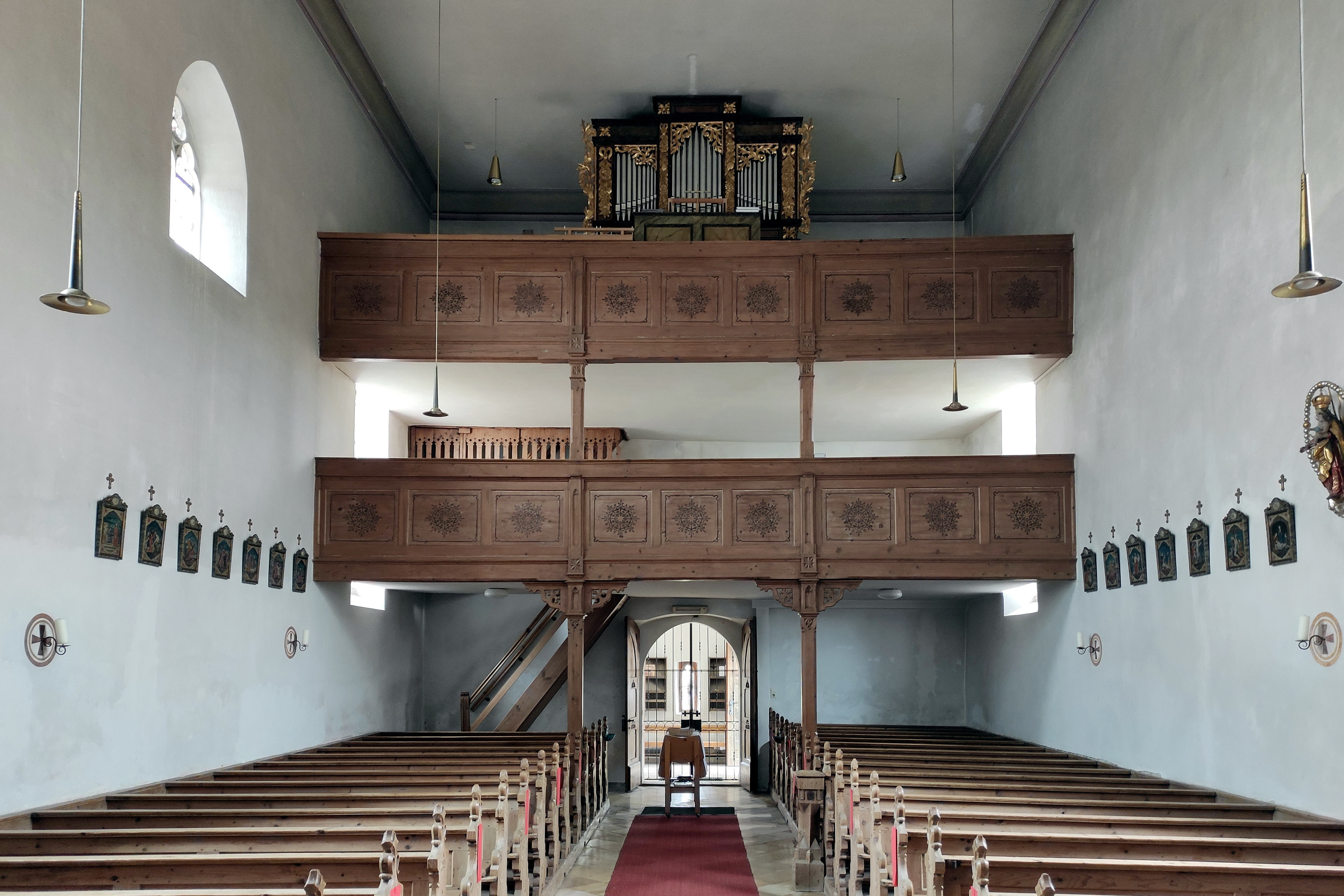
Empore mit Orgel

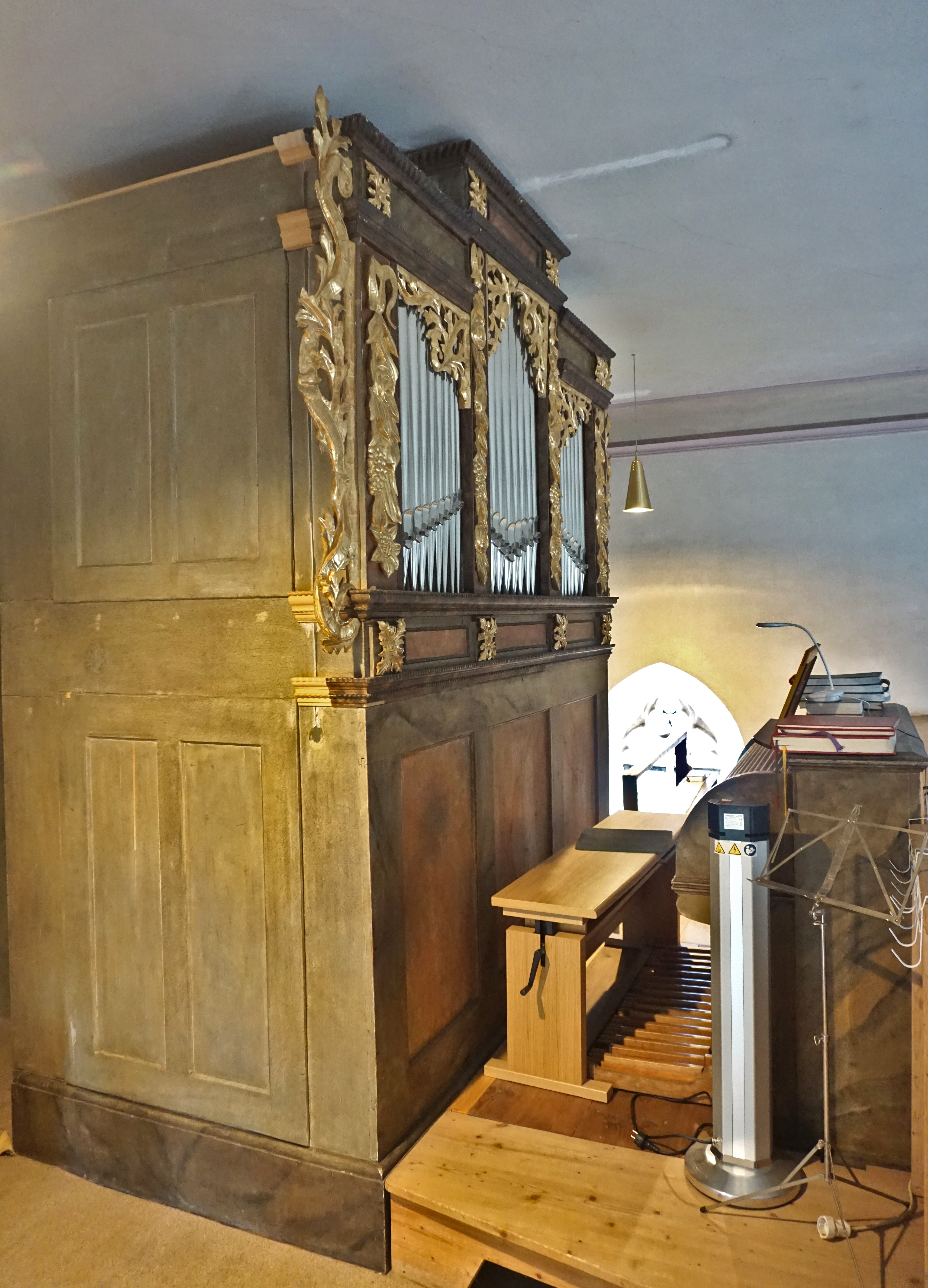
Die Orgel

Die Orgel der Pfarrkirche St. Georg wurde im Jahr 1904 von Ludwig Edenhofer junior aus Deggendorf als Ersatz für ein Instrument aus dem frühen 18. Jahrhundert. Die Orgelpfeifen stehen auf mechanischen Kegelladen. Die Orgel umfasst insgesamt neun Register auf zwei Manualen und Pedal. Die Disposition lautet folgendermaßen:
| I Manual |            |    |
| 1.       | Prinzipal  | 8′ |
| 2.       | Gamba      | 8′ |
| 3.       | Gedeckt    | 8′ |
| 4.       | Octav      | 4′ |
| 5.       | Mixtur III | 2′ |

| II Manual |            |    |
| 6.        | Salicional | 8′ |
| 7.        | Flöte      | 4′ |

| Pedal |        |     |
| 8.    | Subbaß | 16′ |
| 9.    | Violon | 8′  |

- Koppeln: II/I, II/P, I/P
- Spielhilfen: Forte, Fortissimo, Auslöser